# 沙拉區
48°9′5″N 17°52′33″E / 48.15139°N 17.87583°E

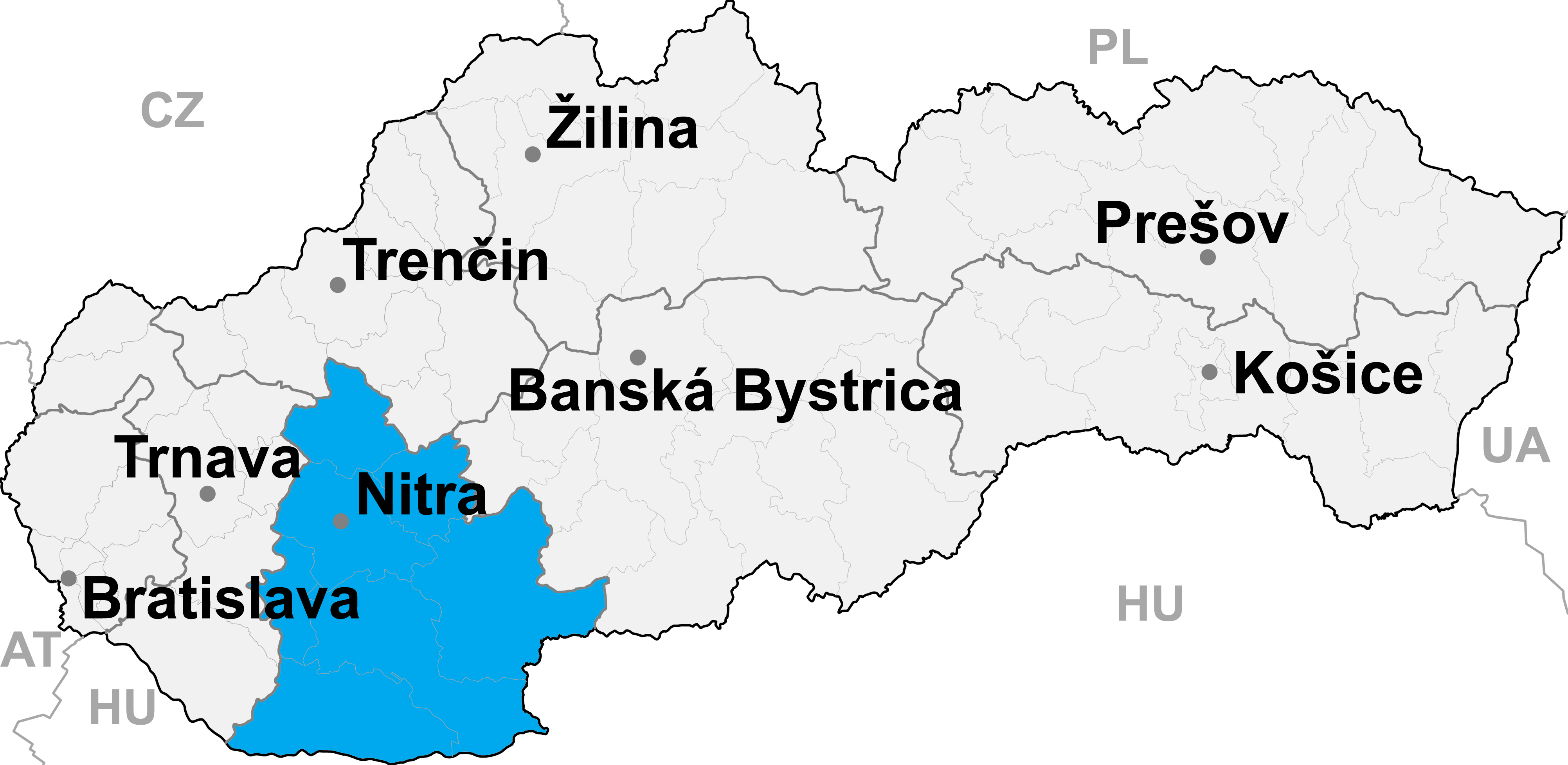

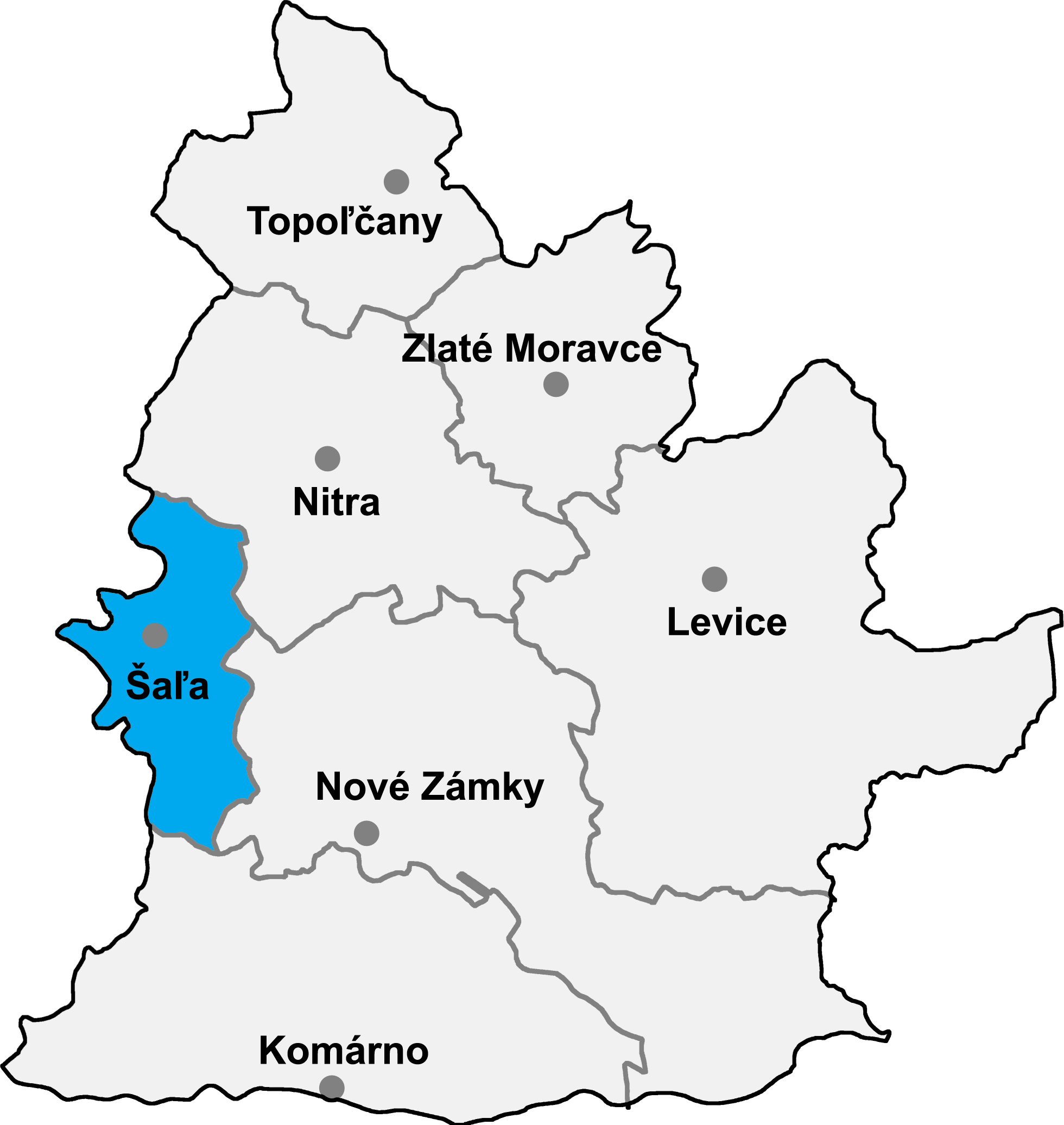

沙拉區，是斯洛伐克的一個區，位於該國西南部，由尼特拉州負責管轄，面積356平方公里，2001年該區人口約54,000，人口密度每平方公里150人。